# Heidrun Potschka
Heidrun Potschka  (* 14. Mai 1968 in Hofheim am Taunus) ist eine deutsche Veterinärpharmakologin und Hochschullehrerin an der Ludwig-Maximilians-Universität München.

## Werdegang
Potschka studierte Veterinärmedizin an der Justus-Liebig-Universität Gießen und promovierte dort im Jahr 1997. Danach wechselte sie an die Tierärztliche Hochschule Hannover und habilitierte sich dort 2004. Von 2004 bis 2006 war sie dort Privatdozentin und Juniorprofessorin am Institut für Pharmakologie, Toxikologie und Pharmazie.
Seit 2006 ist sie Professorin am Institut für Pharmakologie, Toxikologie und Pharmazie der Tierärztliche Fakultät der Ludwig-Maximilians-Universität München.

## Forschung
Der Forschungsschwerpunkt von Potschka ist Epilepsie. Sie untersucht Ursachen und Therapien von Epilepsie, vor allem an Hunden, und forscht an der Behandlung von pharmakoresistenter Epilepsie. Ihre Forschungsergebnisse liefern wichtige Grundlagen für die Behandlung humaner Epilepsie-Patienten, da ca. ein Drittel der Patienten nicht auf eine Arzneimittelbehandlung ansprechen („pharmakoresistente Epilepsie“).
Ein Schwerpunkt von ihr liegt dabei auf Multidrug-Transporter-vermittelten Pharmakoresistenzen. Potschka hat als einen der Mechanismen für Pharmakoresistenz einen unzureichenden Transport der Wirkstoffe vom Blut in das Gehirn über die Blut-Hirn-Schranke hinweg, identifiziert. Polymorphismen in den Genen für diese Transportmechanismen (wie z. B. P-gylcoprotein oder Pgp) können zu einer verminderten Wirkstoffkonzentration im Gehirn dieser Patienten führen.

## Auszeichnungen
- seit 2014 Mitglied der Nationalen Akademie der Wissenschaften Leopoldina[3]

- 2006 Falk Medical Research Trust Award

- 2005 Michael-Preis, Internationale Auszeichnung der Stiftung Michael[4]

- 2004 Förderpreis der Akademie für Tiergesundheit